# 弘治
弘治（1488年—1505年）为中国明朝第九个皇帝明孝宗朱祐樘的年号，前后共十八年。弘治年间，明朝政治清明，经济持续发展，史称弘治中兴。
弘治十八年五月十八日明武宗即位沿用，翌年改元正德。

## 大事记

### 世界
- 1490年（弘治三年）：庆阳流星雨事件，砸死1万多人。
- 1499年（弘治十二年）：世界上最长寿的多細胞個體动物“明”据推测于当年出生。

## 藝術特色
此時期的瓷器風格特色在於深藍底襯白色花卉圖案，黃底襯藍花紋，或白底襯深棕色花紋。

## 公元纪年对照表
| 弘治 | 元年   | 二年   | 三年   | 四年   | 五年   | 六年   | 七年   | 八年   | 九年   | 十年   |
| ---- | ------ | ------ | ------ | ------ | ------ | ------ | ------ | ------ | ------ | ------ |
| 公元 | 1488年 | 1489年 | 1490年 | 1491年 | 1492年 | 1493年 | 1494年 | 1495年 | 1496年 | 1497年 |
| 干支 | 戊申   | 己酉   | 庚戌   | 辛亥   | 壬子   | 癸丑   | 甲寅   | 乙卯   | 丙辰   | 丁巳   |
| 弘治 | 十一年 | 十二年 | 十三年 | 十四年 | 十五年 | 十六年 | 十七年 | 十八年 |        |        |
| 公元 | 1498年 | 1499年 | 1500年 | 1501年 | 1502年 | 1503年 | 1504年 | 1505年 |        |        |
| 干支 | 戊午   | 己未   | 庚申   | 辛酉   | 壬戌   | 癸亥   | 甲子   | 乙丑   |        |        |

## 同期存在的其他政权年号
- 越南
  - 洪德（1470年－1498年）：后黎朝—圣宗黎思诚之年号
  - 景統（1498年－1504年）：后黎朝—宪宗黎鏳之年号
  - 泰貞（1504年）：后黎朝—肃宗黎敬甫之年号
  - 端慶（1505年－1509年）：后黎朝—威穆帝黎濬之年号
- 日本
  - 長享（1487年－1489年）：後土御門天皇之年號
  - 延德（1489年－1492年）：後土御門天皇之年號
  - 明應（1492年－1501年）：后土御门天皇、后柏原天皇之年號
  - 文龜（1501年－1504年）：后柏原天皇之年號
  - 永正（1504年－1521年）：后柏原天皇之年號

## 深入閱讀
- 李崇智. . 北京: 中華書局. 2004年12月. ISBN 7101025129.
- 鄧洪波. . 臺北: 國立臺灣大學東亞經典與文化研究計劃. 2005年3月  [2021-11-26]. ISBN 9789860005189. （原始内容 (pdf)存档于2007-08-25）.